# The Mysterious Leopard Lady
The Mysterious Leopard Lady est un film muet américain réalisé par Francis Ford et sorti en 1914.

## Fiche technique
- Réalisation : Francis Ford
- Scénario : Grace Cunard
- Durée : 20 minutes
- Date de sortie :  États-Unis : 24 mars 1914

## Distribution
- Grace Cunard : Lady Raffles
- Francis Ford : le détective Phil Kelly
- Ernest Shields : Harry